# Melitaea diamina
Espèce
La Mélitée noirâtre, Damier noir ou Argynne dictynne (Melitaea diamina) est une espèce de lépidoptères (papillons) appartenant à la famille des Nymphalidae, à la sous-famille des Nymphalinae, à la tribu des Melitaeini, et au genre Melitaea.

## Description
C'est un papillon au dessus marron à frange blanche entrecoupée, ornementé de damiers orange identiques alignés sur les parties blanches de la frange. Ils peuvent être en petit nombre et même presque absents aux ailes postérieures.
Le revers est orange aux antérieures avec une ligne submarginale de chevrons blancs et à damiers blanc crème et damiers orange organisés en lignes aux postérieures.

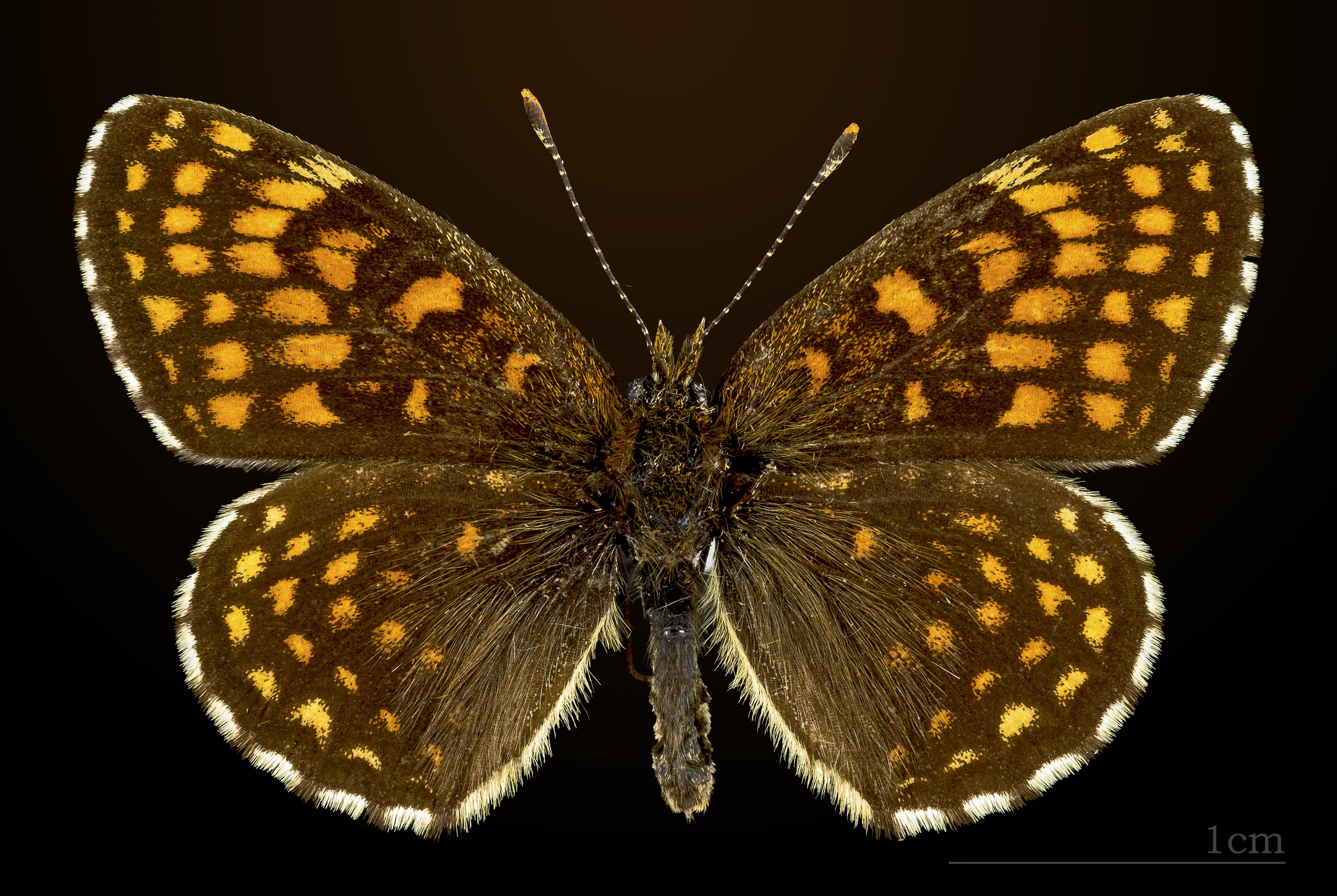
Face dorsale ♂ MHNT
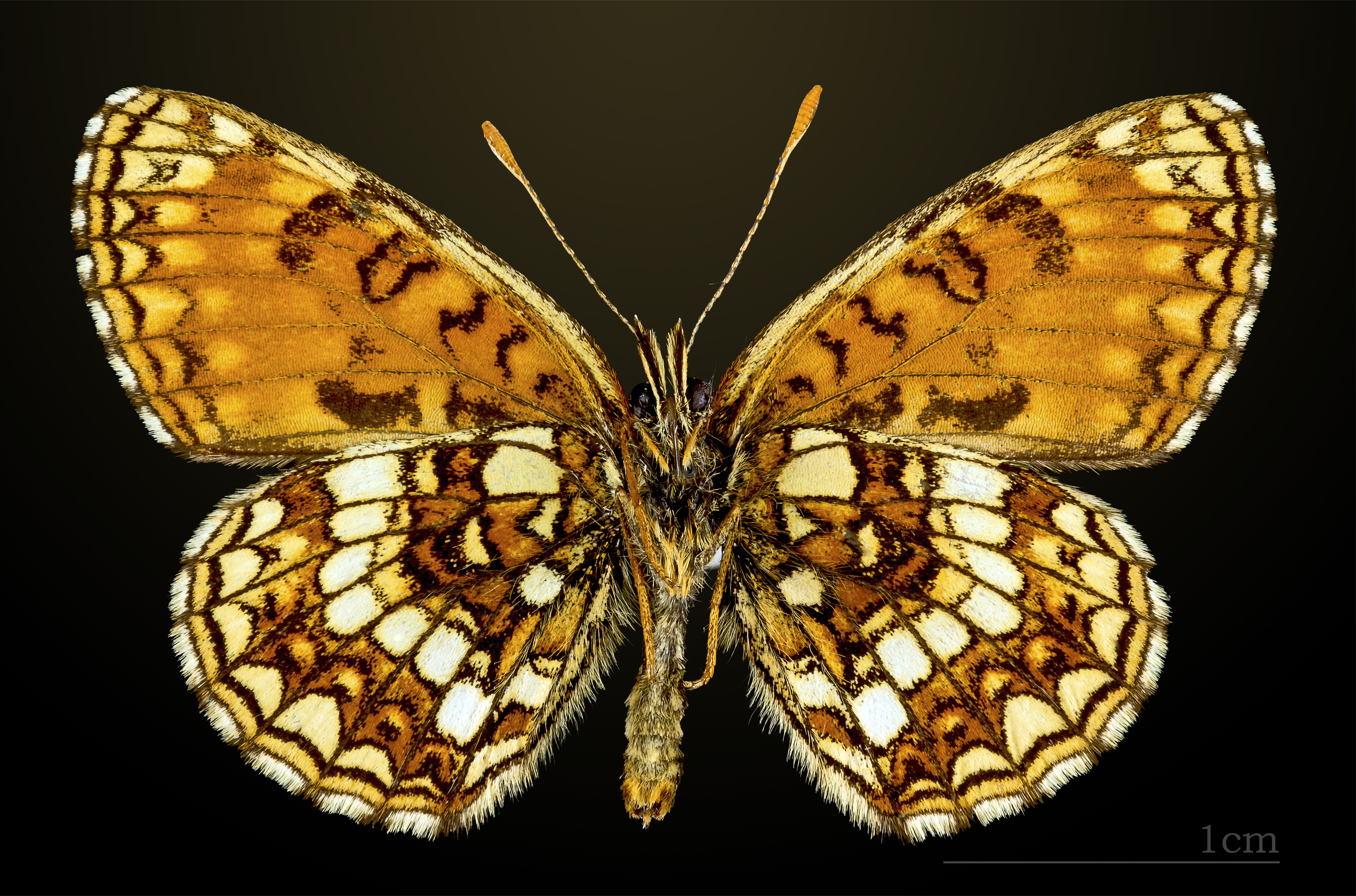
△ Revers ♂
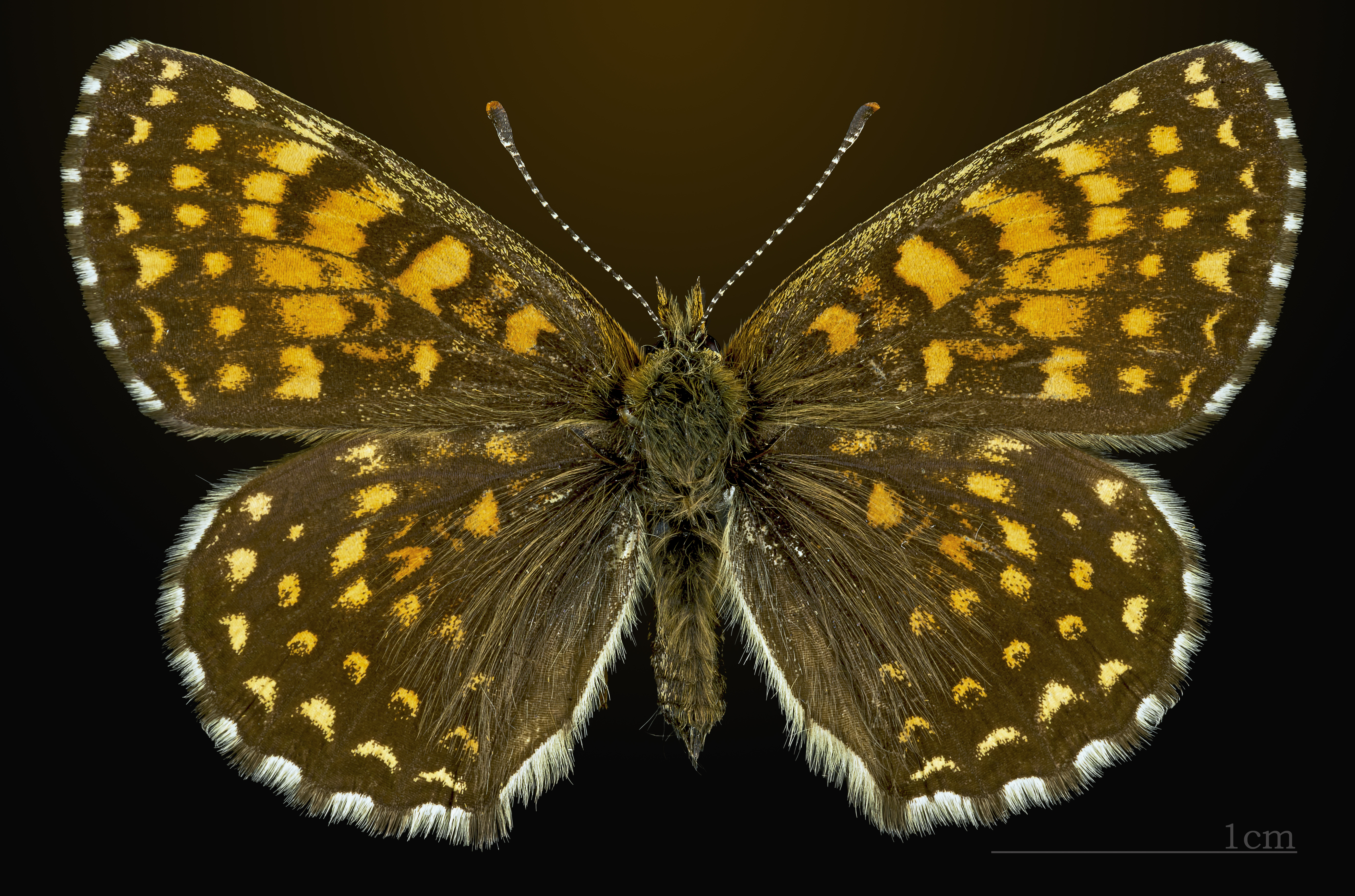
Face dorsale ♀ MHNT
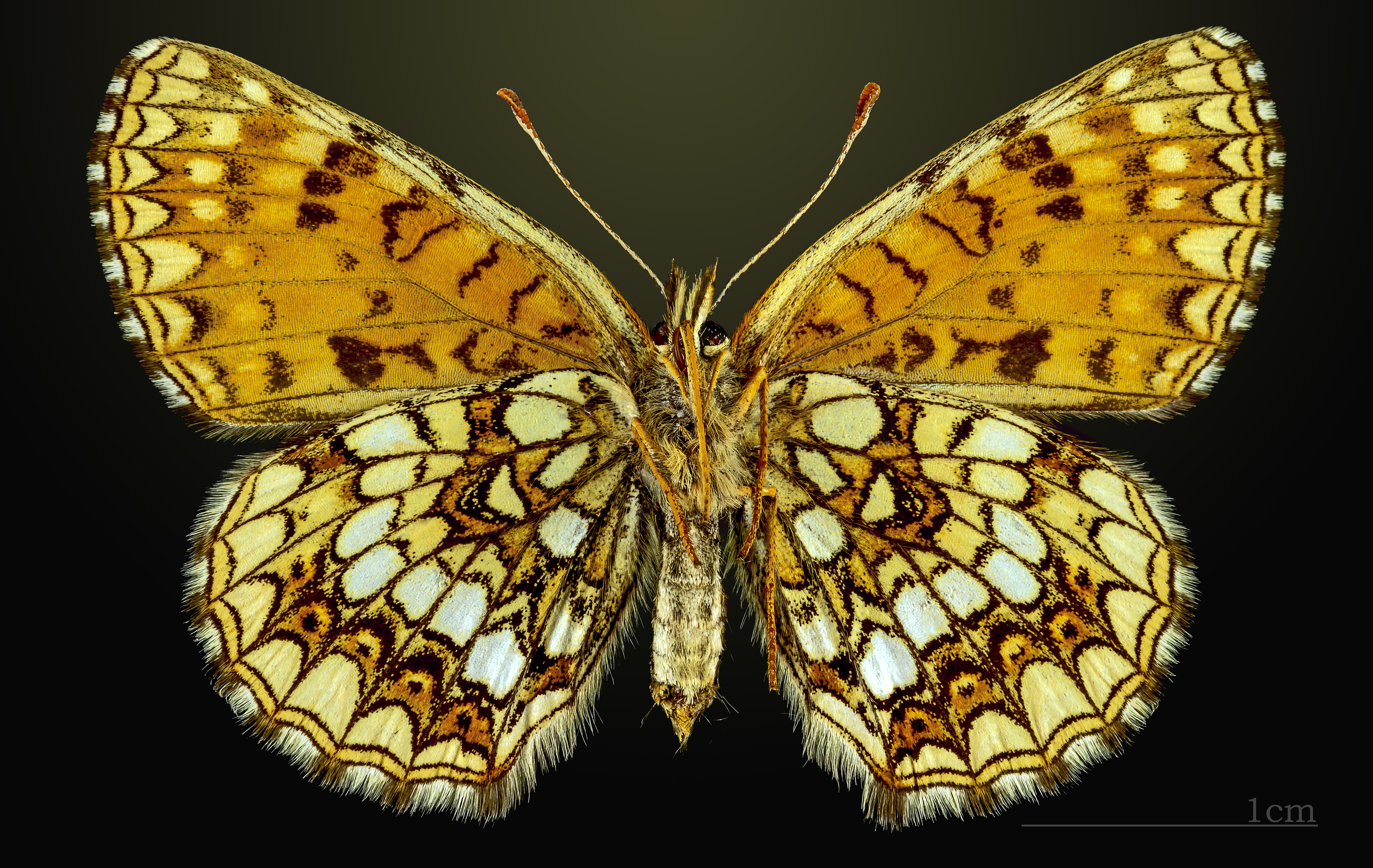
△ Revers ♀

## Biologie

### Période de vol et hivernation
La Mélitée noirâtre hiverne à l'état de jeune chenille dans une toile de soie.
Elle vole entre mai et juillet en une génération à haute altitude et latitude et en deux générations de mai à juillet puis en août septembre dans l'ouest de l'Europe.

### Plantes hôtes
Les plantes hôtes de sa chenille sont surtout des Valeriana dont  Valeriana officinalis Valeriana dioica et Valeriana sambucifolia. D'autres plantes hôtes sont possibles mais leur utilisation devra être confirmée,.

## Écologie et distribution
La Mélitée noirâtre est présente dans le centre et l'est de l'Europe, le sud de la Sibérie, le nord-est de la Chine, la Corée et le Japon,.
En Europe elle réside depuis le nord de l'Espagne, le sud et l'est de la France, dans tous les pays du centre de l'Europe. Elle est absente de la partie la plus au nord, Angleterre, Irlande, nord de l'Allemagne, de la Pologne et Scandinavie où elle présente des isolats dans le sud de la Suède, de la Norvège, de la Finlande et dans les États Baltes. Elle est aussi absente du sud de l'Italie et de la Grèce
En France elle est présente dans tous les départements sauf en Bretagne, Pays-de-Loire et des départements qui bordent la Manche et la mer du Nord. Elle est aussi absente de Corse.

### Biotope
La Mélitée noirâtre réside dans les prairies humides ombragées.

## Systématique
L'espèce Melitaea diamina a été décrite par l'entomologiste allemand Heinrich Gottlob Lang en 1789 sous le nom initial de Papilio diamina.

### Synonymes
- Papilio dictynna Esper, 1779
- Papilio diamina Lang, 1789 Protonyme
- Melitaea vernetensis Rondou, 1902
- Melitaea dictynna praxilla Fruhstorfer, 1917 [5]
- Melitaea dictynna alpestris Fruhstorfer, 1917 [6]
- Melitaea dictynna aurelita Fruhstorfer, 1919 [7]
- Melitaea codinai de Sagarra, 1932.

### Noms vernaculaires
- La Mélitée noirâtre ou Damier noir ou Argynne dictynne en français
- En anglais False-heath Fritillary,  en allemand  Silberscheckenfalter et en espagnol Doncella oscura[2].

### Taxinomie
Sous-espèces
- Melitaea diamina diamina
- Melitaea diamina badukensis Alberti, 1969
- Melitaea diamina codinai Sagarra, 1932
- Melitaea diamina erycinides Staudinger, 1892
- Melitaea diamina erycina (Lederer, 1853)
- Melitaea diamina hebe (Borkhausen, 1793)
- Melitaea diamina vernetensis Rondou, 1902[2],[8].

## La Mélitée noirâtre et l'Homme

### Protection
Pas de statut de protection particulier.